# Merkinkan
Merkinkan (rus. Меркинкан) je mali otok u Rusiji koji se nalazi u Beringovom moru, blizu obale Čukotskog poluotoka. Administrativno je dio Providenskog okruga, u Čukotskom autonomnom okrugu.
Merkinkan se nalazi u zaljevu Penkegnej, na rubu tjesnaca Senjavina, sjeverozapadno od Ačinkinkana. Ime na čukčanskom jeziku je Mėrvykinkėn (Мэрвыкинкэн), što znači "tanak", za razliku od obližnjeg otočića Ačinkinkan (Ėč"ynkpikėn, "debeo"). U središtu otoka nalazi se malo jezero Bob (озеро Боб).
Na otoku živi oko 1500 morskih ptica, uključujući njorku golubarku (Cepphus columba), troprstog galeba (Rissa tridactyla), žutokljunog tupika (Fratercula corniculata) i ćubastog tupika (Fratercula cirrhata).
Otok je kartografirao Fjodor Petrovič Litke 1828. godine, tijekom svoje hidrografske ekspedicije. Najbliže naseljeno mjesto je Janrakynnot, 17 km sjeveroistočno.

## Vanjske poveznice
- Karta Q-2-XXV,XXVI (Pregledano 1972., izdanje 1987.)